# Cmentarz Narodowy w Martinie

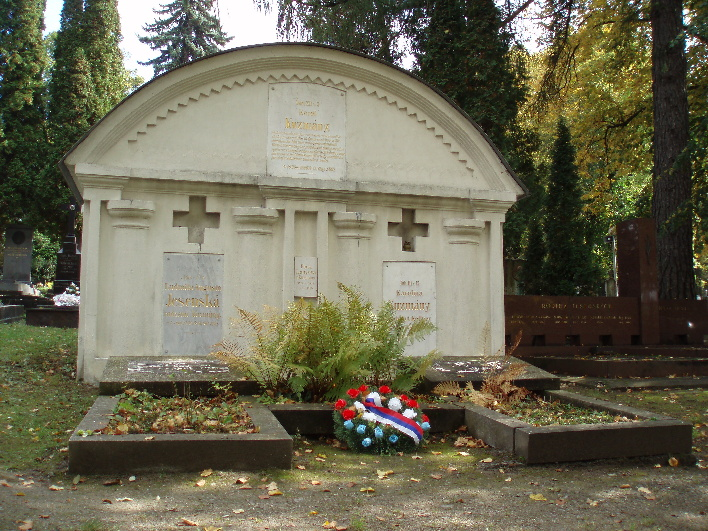
Grobowiec Karola Kuzmána

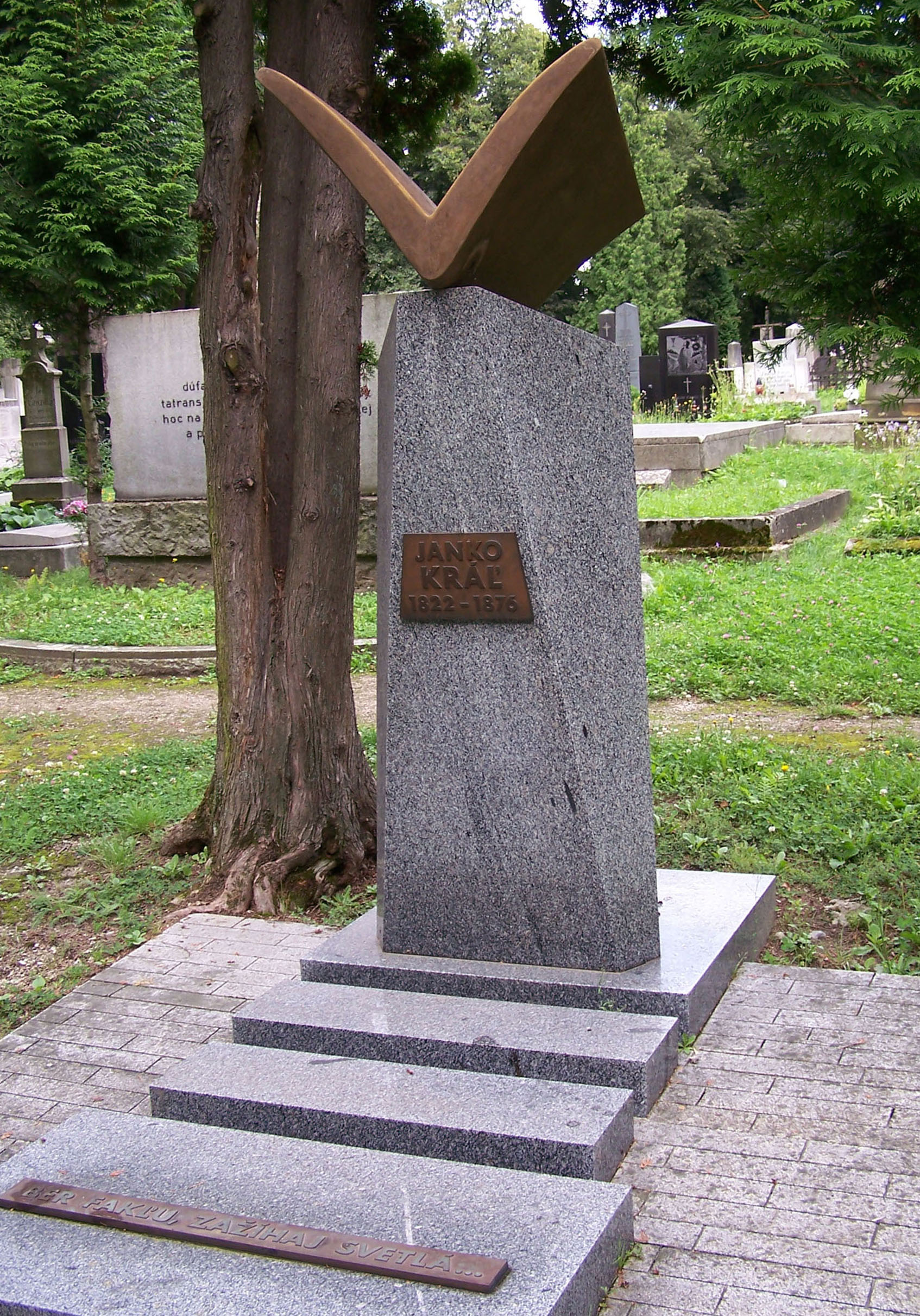
Pomnik upamiętniający Janka Kráľa

Cmentarz Narodowy w Martinie – miejsce pochówku wielu ważnych osobistości dla narodu słowackiego. Na cmentarzu znajduje się ponad 300 nagrobków i pomników pamięci wybitnych osobistości słowackiego życia kulturalnego, naukowego i narodowego. Znajduje się w centrum miasta, przy ulicy Sklabinskiej.

## Znaczenie kulturowe cmentarza
Cmentarz Narodowy w Martinie został założony pod koniec XVIII wieku, początkowo jako cmentarz miejski. Narodowego znaczenia nabrał w 1866 roku, kiedy pochowano tu Karol Kuzmána. W 1871 roku pochowano tam pisarza Jána Kalinčiaka co zapoczątkowało tradycję chowania znanych osobistości i upamiętniania ich pomnikami. W 1967 roku został uznany za cmentarz narodowy i narodowy zabytek kultury a zarząd nad nim powierzono go Macierzy Słowackiej – organizacji kulturalno-oświatowej powstałej w 1863 roku w Martinie, który był w tamtym okresie ośrodkiem kultury słowackiej i nieoficjalną stolicą Słowacji. W tym okresie przybyło do miasta wielu pisarzy, redaktorów, prawników, a także naukowców, urzędników i artystów, którzy tworzyli Macierz Słowacką, słowackie stowarzyszenie kobiet – Živenę, Słowackie Towarzystwo Muzealne i inne stowarzyszenia, instytucje finansowe i przedsiębiorstwa przemysłowe. Wiele znakomitości mieszkało tu, a po śmierci znajdowali spoczynek na cmentarzu w Martinie. Po Kuzmánym i Kalinčiaku, w 1877 pochowano pisarza Viliama Pauliny-Tótha, w 1881 roku pisarza Mikuláša Štefana Ferienčíka i kolejno wielu innych. Już 1928 roku sprowadzono tu z Zagrzebia szczątki Martina Kukučína, znanego prozaika i publicysty. W 1940 roku przenioesiono tu szczątku zmarłego w 1876 roku Janka Kráľa, poetę i ważnego dla narodu słowackiego działacza, który pochowany był wcześniej w Zlatych Moravcach. W latach 70. i 80. XX wieku przewieziono na Cmentarz Narodowy w Martinie z całej Słowacji szczątki wielu znanych osobistości w tym: działacza politycznego Štefana Marka Daxnera, fotografa Paula Sochana, botanika Izabeli Textorisovej, malarza Mikuláša Galanda, fotografa Karola Plicka, znawcy literatury Jaroslava Vlčka, pisarza Ivana Stodoly, poety Štefana Krčmérego. Po 1989 roku przewieziono także ciała zmarłych i pochowanych za granicą rodaków, m.in. szczątki pisarza i publicysty Josepha Cígera Hronskiego z Argentyny, czy poety i księdza katolickiego Gorazdy Zvonickiego, pochowanego na cmentarzu Prima Porta na Via Flaminia we Włoszech.
Starsze nagrobki mają przeważnie proste zabytki, ponieważ tylko ich pokolenie mogło je zapewnić. Jednak wiele z nich jest niezastąpionych, budując je ze zbiorów krajowych. Po 1918 r. Nagrobki zostały dodane do projektu artystycznego i architektonicznego, a dziś możemy znaleźć wiele cennych dzieł naszych czołowych artystów i architektów.

## Historyczne pochodzenie cmentarza

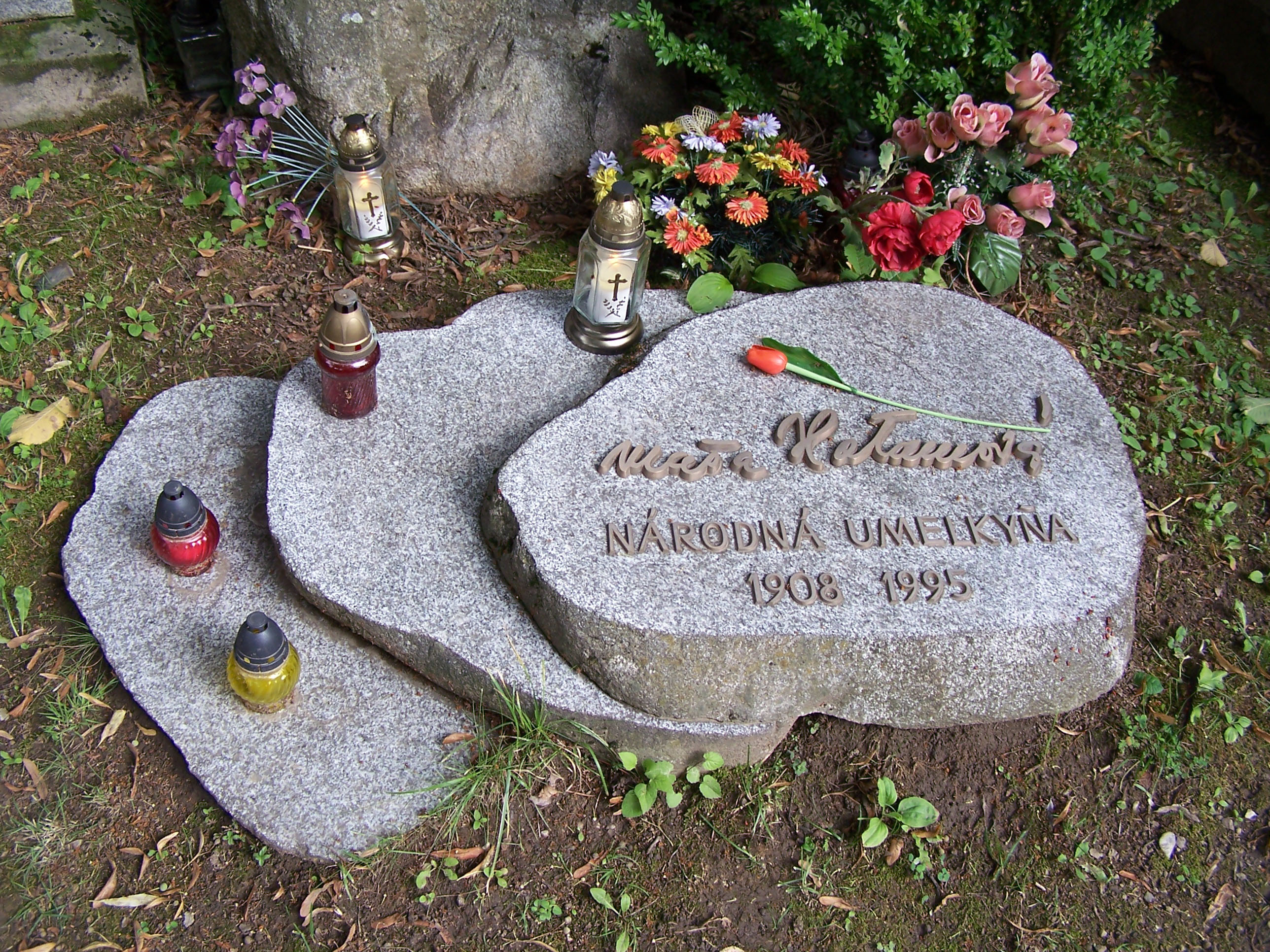
Nagrobek Mašy Haľamovej

Założenie cmentarza związane było z XVIII-wiecznymi reformami oświeceniowymi. Dawniej cmentarze budowane były zwykle w pobliżu kościołów i klasztorów. Podobnie było w Martinie: cmentarz znajdował się w centrum miasta przy średniowiecznym kościele św. Marcina. W 1778 ze względów higienicznych węgierska rada wydała dekret, że cmentarze muszą być umieszczone poza granicami miast i wsi. Nowy cmentarz w Martinie powstał w roku 1797 zaledwie o kilkadziesiąt metrów od pierwotnego cmentarza. Obok siebie byli chowani ewangelicy i katolicy. Pierwszym pochowanym na nowym cmentarzu, w 1780 roku, był Ján Lauček. W 1785 roku sporządzono listę cmentarzy i krypt i na podstawie tego dokumentu wiadomo, że cmentarz w Martinie został założony pięć lat przed tą datą. Nagrobek Laučeka nie zachował się, a za najstarszy istniejący uważany jest nagrobek majstra Samuela Lilgeho (1797–1847).
Cmentarz w Martinie służył również mieszkańcom sąsiednich wsi Jahodníky, Tomčany i Dolina, które obecnie są dzielnicami miasta. Cmentarz zapełniał się i w 1865 roku w porozumieniu ze szlacheckim rodem Révayów dołączono do niego kolejny teren. 8 lipca 1903 roku, za burmistrza Samuela Šimka, miasto kupiło od barona Júliusa Révaya za 1000 koron teren o powierzchni 1 morgi (5754,6 m²) w celu powiększenia cmentarza. Już 1909 ponownie dyskutowano w radzie miejskiej o zakupie innej ziemi należącej do barona Júliusa Révaya. Był to nieduży kawałek ziemi dopasowany do planu cmentarza, który kupiono za 300 koron. Istniejący mapy pokazują cmentarz w różnych okresach i jak rozrastał się do dzisiejszych rozmiarów. Po dalszym mapowaniu w 1912 roku cmentarz został wpisany do księgi wieczystej jako działka nr. 1878/1 o powierzchni 23 589 m². Obecnie cmentarz składa się z dwóch działek, a jego obszar jest podzielony głównymi ulicami na sześć bloków.

## Lista znanych osób pochowanych na cmentarzu
| Zasłużony                | Zawód                                                                 | Rok ur. i śm. |
| ------------------------ | --------------------------------------------------------------------- | ------------- |
| Július Barč-Ivan         | dramaturg, prozaik i eseista                                          | (1909–1953)   |
| Martin Benka             | malarz                                                                | (1888–1971)   |
| Ján Bodenek              | pisarz                                                                | (1911–1985)   |
| Emanuel Böhm             | chemik, polityk                                                       | (1909–1990)   |
| Blažej Bulla             | architekt                                                             | (1852–1919)   |
| Jozef Cíger-Hronský      | wojskowy                                                              | (1896–1960)   |
| Jozef Cincík             | malarz, scenograf                                                     | (1909–1992)   |
| Konštantín Čulen         | historyk, publicysta, polityk                                         | (1904-1964)   |
| Štefan Marko Daxner      | polityk i działacz narodowy                                           | (1822–1892)   |
| Ján Francisci-Rimavský   | działacz narodowy                                                     | (1822–1905)   |
| Maša Haľamová            | poetka                                                                | (1908–1995)   |
| František Hečko          | poeta, pisarz, publicysta                                             | (1905–1960)   |
| Milan Hodža              | działacz narodowy, polityk                                            | (1878–1944)   |
| Ján Hrušovský            | pisarz, dziennikarz                                                   | (1892–1975)   |
| Svetozár Hurban-Vajanský | pisarz, działacz narodowy, polityk                                    | (1847–1916)   |
| Zora Jsenská             | pisarka, tłumaczka, krytyk literacki                                  | (1909–1972)   |
| Janko Jsenský            | poeta, prozaik, tłumacz                                               | (1874–1945)   |
| Ján Kalinčiak            | pisarz                                                                | (1822–1871)   |
| Andrej Kmeť              | archeolog, historyk, botanik i etnograf, organizator nauki słowackiej | (1841–1904)   |
| Janko Kráľ               | poeta                                                                 | (1822–1876)   |
| Štefan Krčméry           | poeta                                                                 | (1892–1955)   |
| Martin Kukučín           | poeta                                                                 | (1860–1928)   |
| Karol Kuzmány            | duchowny ewangelicki, pisarz, współzałożyciel Macierzy Słowackiej     | (1806–1866)   |
| Elena Maróthy-Šoltésová  | poetka                                                                | (1855–1939)   |
| Viliam Pauliny-Tóth      | pisarz, dziennikarz, polityk                                          | (1826–1877)   |
| Karol Plicka             | fotograf i filmowiec, dokumentalista                                  | (1894–1987)   |
| Viliam Ruttkay-Nedecký   | malarz                                                                | (1892–1967)   |
| Josef Škultéty           | współzałożyciel Macierzy Słowackiej                                   | (1853–1948)   |
| Fraňo Štefunko           | rzeźbiarz                                                             | (1903–1974)   |
| Ivan Štubňa              | malarz                                                                | (1926–1994)   |
| Izabela Textorisová      | pierwsza słowacka botaniczka                                          | (1866–1949)   |